# Bobby Breen
Bobby Breen (Montreal, 4 de novembro de 1927 — Pompano Beach, 19 de setembro de 2016) foi um ator e cantor canadense da década de 1930. Sua maior visibilidade se deu no "Eddie Cantor's Weekly Radio Show" em 1936, e logo cedo ele se tornou a principal estrela mirim da RKO. Foi mais lembrado por seus filmes, e pela sua voz de soprano. Seu primeiro filme foi Let's Sing Again (1936), seguido por outros oito, incluindo Rainbow on the River (1936), Make a Wish (1937), Breaking the Ice (1938), Way Down South (1939), e o último, Johnny Doughboy (1942). Morreu em 2016 de causas naturais em Pompano Beach, Flórida, três dias após a morte de sua esposa.